# 疏穗梭罗草
疏穗梭罗草（学名：Roegneria thoroldiana var. laxiuscula）为禾本科鹅观草属下的一个变种。

## 扩展阅读
- 維基物種上的相關：疏穗梭罗草